# O Frankenstein de Vicente Pessôa
O Frankenstein editado pelo Clube de Literatura Clássica é uma dentre várias edições do romance Frankenstein: or the Modern Prometheus de Mary Shelley, originalmente publicado em 1818. Essa foi a primeira edição do clássico a ser completamente ilustrada com o auxílio de ferramentas de inteligência artificial generativa no Brasil, o que resultou na sua desclassificação do Prêmio Jabuti em 2023 após uma ampla repercussão sobre a autoria do seu projeto gráfico. A obra concorria ao prêmio de melhor ilustração do ano.
A polêmica em torno da obra estabeleceu um precedente para a adaptação de editais de prêmios artísticos diante dos avanços das ferramentas de criação generativa.
Este foi o primeiro trabalho do Clube de Literatura Clássica a incorporar o auxílio dessas ferramentas para ilustração. O livro apresenta, na mesma edição, a história clássica do século XIX em dois idiomas, português e inglês.

## Lançamento
A obra foi lançada e distribuída nacionalmente em outubro de 2022, com exclusividade para os membros do clube de livros por assinatura administrado pelo Clube de Literatura Clássica.
Para promover o lançamento, a editora realizou duas transmissões ao vivo no YouTube, com duração superior a uma hora cada. Nessas transmissões, profissionais envolvidos na realização do livro foram convidados para exemplificar os métodos e conceitos utilizados no projeto. A primeira ocorreu em 13 de outubro com o ilustrador Vicente Pessôa, enquanto a segunda foi em 27 de outubro, com o tradutor Eduardo Levy.

## Conceito do planejamento gráfico
No mês de lançamento, o ilustrador Vicente Pessôa descreveu o projeto gráfico da obra como conceitual, uma vez que a motivação para utilizar ferramentas de inteligência artificial na ilustração do Frankenstein foi a própria história narrada na obra. Nesta, um monstro ganha vida a partir de um amontoado de matéria, sintetizado através de técnicas escusas de seu criador.
Pessôa desenvolveu o projeto gráfico da obra com o auxílio da ferramenta de inteligência artificial Midjourney. Ao longo desse processo, aproximadamente 1200 imagens foram geradas a partir das descrições fornecidas por ele, sendo que apenas 50 delas foram selecionadas e incorporadas na versão final da obra.
Na ficha catalográfica do livro, Pessôa e Midjourney foram creditados como responsáveis pelas ilustrações e pelo projeto gráfico.

## Desclassificação do Prêmio Jabuti em 2023
A polêmica em torno da classificação da obra como um dos semifinalistas da 65ª edição do Prêmio Jabuti, na categoria "Melhor Ilustração", teve início em 9 de novembro, com a divulgação da lista oficial dos selecionados. A presença de uma obra ilustrada com o auxílio de inteligência artificial entre os competidores foi destacada pela imprensa nacional e rapidamente se tornou objeto de debate nas redes sociais.

Além dos questionamentos sobre a autoria da obra, se proveniente de um ser humano ou de uma máquina, também foram discutidas questões relacionadas ao processo de remixagem de imagens utilizado pelas inteligências artificiais para criar novas obras, sem creditar ou remunerar os titulares das obras remixadas. Nesse contexto, um coletivo de autores e ilustradores assinou uma carta aberta à Câmara Brasileira do Livro (CBL), expressando discordância, criticando a seleção da obra e solicitando um posicionamento da entidade sobre o assunto.

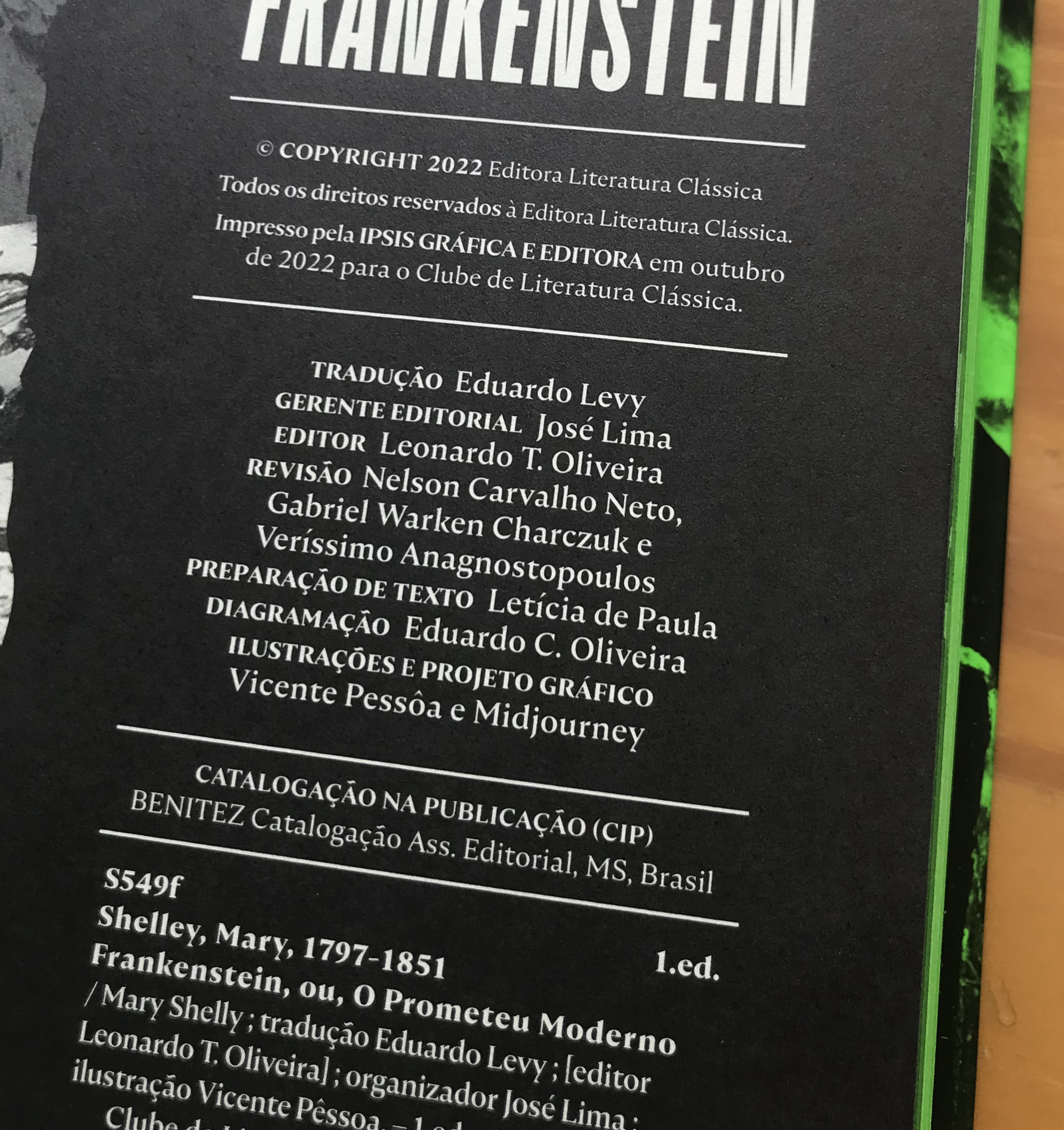
Ficha catalográfica apresentando o Midjourney como um dos autores do projeto gráfico da obra.

Na manhã seguinte, dois dos três jurados responsáveis pela seleção da obra se manifestaram sobre o caso. Ambos mencionaram desconhecer que as ilustrações haviam sido geradas com o auxílio de ferramentas de inteligência artificial. Eduardo Baptistão disse em entrevista ao Estadão que não teria selecionado o livro se soubesse que o mesmo foi ilustrado por esse meio. Complementou, afirmando que, em sua opinião, a inteligência artificial não se enquadrava nos critérios do regulamento da premiação, que exigem que o autor responda pela originalidade, autenticidade e/ou autoria do material inscrito. Já o cartunista André Dahmer, em sua conta no X (antigo Twitter), afirmou ter conhecimento de que o Midjourney era creditado como um dos ilustradores do projeto, mas disse desconhecer que se tratava de uma ferramenta de inteligência artificial. Acrescentou que julgaria o livro de maneira diferente se soubesse a respeito do método de ilustração e sugeriu a criação de uma nova categoria para contemplar esse tipo de arte. A terceira jurada, Lucia Mindlin Loeb, não se manifestou na ocasião.
Após coletar opiniões de membros do departamento jurídico da premiação e do corpo de jurados da categoria, a Câmara Brasileira do Livro emitiu uma nota oficial desclassificando o livro da premiação no início da tarde do dia 10. Com a desclassificação de Vicente Pessôa, a ilustradora Bruna Lubambo passou a disputar o prêmio com a obra "O Centauro e a Sereia", da editora Elo.
Em sua nota à imprensa, a CBL destacou que as regras da premiação estabeleciam que casos não previstos no regulamento deveriam ser deliberados pela curadoria, e a avaliação de obras que utilizam inteligência artificial em sua produção não estava contemplada nessas regras. A entidade também mencionou que o uso de inteligência artificial seria objeto de discussão para as próximas edições do prêmio, em razão dos princípios de defesa dos direitos autorais.
O curador do Jabuti, Hubert Alquéres, explicou que o regulamento da premiação de 2023 foi preparado em um período em que as inteligências artificiais estavam pouco debatidas, e por isso não havia nele um critério para tratar especificamente do assunto. Em entrevista ao O Globo, o curador assegurou que o regulamento da premiação seria submetido a mudanças para que o uso da inteligência artificial fosse informado no ato da candidatura em edições futuras.
A desclassificação da obra rapidamente virou manchete nos principais veículos de comunicação do país, gerando controvérsias e divisão de opiniões entre profissionais e críticos do meio artístico.
No ano seguinte o regulamento do Jabuti passou a vetar a inscrição de obras desenvolvidas com o auxílio de inteligência artificial.

### Resposta do ilustrador Vicente Pessôa
Em uma série de entrevistas realizadas entre os dias 9 e 10 de novembro de 2023, Vicente Pessôa declarou que não via necessidade em informar ao Jabuti sobre o método de criação da obra, uma vez que isso já havia sido amplamente divulgado desde o seu lançamento em outubro de 2022 e estava disponível para consulta pública. Ele concluiu afirmando que o regulamento da premiação não vetava explicitamente obras criadas com o auxílio de inteligência artificial.
"Seria o mesmo que informar que utilizei uma câmera fotográfica, o Photoshop, o Illustrator ou a xilogravura. É um negócio meio estranho", afirmou Pessôa em entrevista ao Estadão em 10 de novembro de 2023, destacando que a obra deveria ser avaliada pela sua qualidade, não pelos seus meios.
Vicente considerou a exposição favorável aos envolvidos na realização da obra e mencionou que não iria contestar a decisão da CBL, mas acusou a entidade de tê-lo desclassificado por medo da pressão pública.
Poucas horas após a desclassificação da obra, o ilustrador Vicente Pessôa e o editor do Clube de Literatura Clássica, Leonardo Teixeira de Oliveira, realizaram uma transmissão ao vivo no YouTube na qual aprofundaram suas opiniões sobre o ocorrido.

### Opiniões sobre o caso
Como publicado no jornal O Globo, o ilustrador Mauricio Negro posicionou-se a favor da desclassificação da obra, mesmo não sendo contra a utilização de qualquer tecnologia no meio artístico. Em sua argumentação, evidenciou a dificuldade na identificação das fontes de referência utilizadas pela inteligência artificial nas ilustrações, ressaltando que tal tecnologia poderia resultar na precarização futura das relações de trabalho entre ilustradores e contratantes.
A artista visual e professora da Universidade de São Paulo, Giselle Beiguelman, apontou a desqualificação como uma incompreensão do fazer artístico e classificou o ato como absurdo, comparando-o a uma possível rejeição de uma imagem feita através de um software da Adobe. Sustentou sua opinião argumentando que a inteligência artificial carece do esforço humano na criação de imagens e defendeu que tais ilustrações pudessem competir com as criadas por outros métodos na mesma categoria.
O professor da Universidade Federal da Bahia e artista multimídia Francisco Barreto apontou a necessidade de um debate referente ao direito autoral dessas obras, mas apresentou um ponto de vista semelhante sobre o agrupamento das ilustrações de inteligência artificial na mesma categoria que as demais. Também abordou o método de criação das mesmas, destacando que é um processo complexo que requer conhecimento para instruir a ferramenta de forma eficaz na criação da imagem pretendida. O professor evidenciou a ferramenta como parte do processo evolutivo da criação artística.
O professor de inteligência artificial da USP, Alexandre Chiavegatto Filho, lamentou a desclassificação. Em sua análise, atribuiu criatividade, profundidade e leveza estética à obra, e dissertou sobre o período em que a fotografia foi menosprezada como método de criação artística.
Em sua coluna no Poder360, a jornalista e pesquisadora Luciana Moherdaui tipificou o remix de dados como ilegal, destacando os artigos 28 e 29 da Lei de Direitos Autorais. No título de sua publicação, mencionou haver ignorância jurídica por parte dos defensores da obra.
Em meio à polêmica, o jornal Estadão apresentou uma entrevista realizada com a inteligência artificial ChatGPT, na qual buscou conhecer sua opinião sobre as criações derivadas a partir de comandos humanos perante tal tecnologia. Na entrevista, a ferramenta respondeu a perguntas como "Como os prêmios literários devem lidar com obras feitas com IA?", "Você acredita que a verdadeira originalidade e profundidade emocional são exclusivas da criatividade humana?", "Obras criadas sem IA são mais autênticas do que obras criadas com IA?", entre outras.

## Caso semelhante nos Estados Unidos em 2022

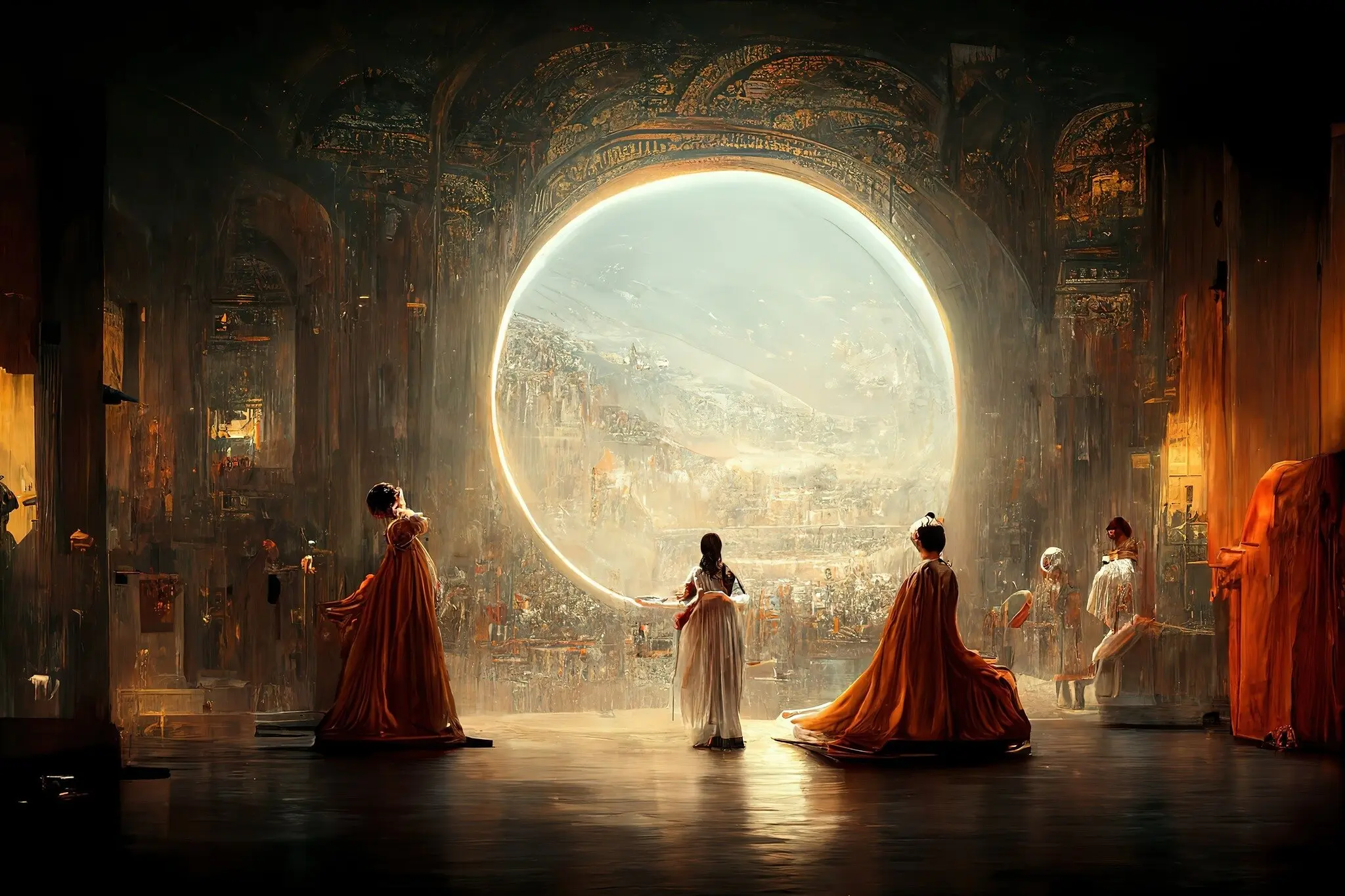
Théâtre d’Opéra Spatial gerada através do Midjourney

Em setembro de 2022, a obra Théâtre D'opéra Spatial, também criada com o auxílio do Midjourney, sagrou-se vencedora em um concurso de artes na Feira Estadual do Colorado, gerando considerável polêmica.
O artista Jason M. Allen inscreveu a obra na competição na categoria de artes digitais e fotografias digitalmente manipuladas, assinando a autoria do projeto como "Jason M. Allen via Midjourney".
Após a polêmica, os jurados da competição afirmaram desconhecer que o Midjourney tratava-se de uma inteligência artificial, mas manifestaram que concederiam o prêmio mesmo se soubessem.